# Rio Costeşti (Bistriţa)
O Rio Costeşti (Bistriţa) é um rio da Romênia, afluente do Bistriţa, localizado no distrito de Vâlcea.